# تاريخ الاتحاد الأوروبي (1993 – 2004)
يشمل تاريخ الاتحاد الأوروبي بين عامي 1993 و2004 الفترة ما بين تأسيسه (ليحل محل المؤسسة الاقتصادية الأوروبية) وتوسيعه عام 2004. تأسس الاتحاد الأوروبي في فجر حقبة ما بعد الحرب الباردة، وشهد سلسلة من المعاهدات المتعاقبة التي مهدت الطريق أمام اليورو والسياسة الخارجية والتوسع المستقبلي. انضمت في تلك الفترة ثلاث دول أعضاء جديدة إلى الدول الاثنتي عشرة السابقة، ووسعت المنطقة الاقتصادية الأوروبية نطاق أسواق الاتحاد الأوروبي لتشمل ثلاث دول أخرى.
لكن الاتحاد واجه الانتقادات بسبب عدم قدرته على التعامل مع الأزمة في يوغوسلافيا السابقة ومزاعم الاحتيال في المفوضية الأوروبية التي أدت إلى الاستقالة الجماعية في 1999. وعلى الرغم من أن سقوط المفوضية كان بمثابة انتصار للبرلمان الأوروبي، إلا أنه رسخ الشكوكية الأوروبية في حقبة ما بعد ديلور وأدى إلى خسارة الاشتراكيين مكانتهم كأكبر حزب منذ بدء الانتخابات. وفي مفوضية برودي التالية، تعززت المفوضية والسياسة الخارجية وإجراءات مكافحة الاحتيال.

## معاهدة ماستريخت
دخلت معاهدة ماستريخت حيز التنفيذ في 1 نوفمبر 1993 بموجب مفوضية ديلور الثالثة، بعد تأخيرات عديدة في إقرارها، وانسحاب الدنمارك منها بسبب هذه التأخيرات. مدد الرئيس جاك ديلور ولاية مفوضيته حتى 23 يناير 1995، لتتولى حينها مفوضية سانتر مهامها. وقدم الاتحاد الأوروبي الجديد نظام الركائز، وأضفى الطابع الرسمي على التعاون السياسي الأوروبي تحت اسم السياسة الخارجية والأمنية المشتركة، وأضاف منطقة جديدة باسم منطقة العدالة والشؤون الداخلية. أنشأت ماستريخت أيضًا لجنة الأقاليم، التي عقدت جلستها الافتتاحية بين 9 و10 مارس 1994 بانتخاب جاك بلان رئيسًا لها. وعلاوة على ذلك، في 25 مايو، أُنشئ صندوق الاستثمار الأوروبي من قِبل بنك الاستثمار الأوروبي وأُنشئ مكتب الشرطة الأوروبي في 26 يوليو 1995 مع التوقيع على اتفاقية يوروبول.

## الرئيس سانتر
بسبب المخاوف بشأن اقتراح اسم جان لوك ديهاين رئيسًا للمفوضية الأوروبية، ومع عدم رغبة المملكة المتحدة في تعيين جاك ديلور آخر، اقتُرح اسم جاك سانتر (رئيس وزراء لوكسمبورغ آنذاك) كخيار أقل فيدرالية. لكن، ترشيحه «كخيار ثان» أضعف موقفه، فانعكس ذلك بموافقة البرلمان الأوروبي عليه بغالبية ضئيلة. ومع ذلك فقد مارس صلاحياته فيما يتعلق بترشيحات المفوضين الآخرين. إذ حصل الرئيس على هذه السلطة بموجب معاهدة ماستريخت التي دخلت حيز التنفيذ في العام السابق. وفي 18 يناير 1995، تمكن من الحصول على موافقة البرلمان على لجنته بأغلبية 416 صوتًا مقابل 103 (أغلبية أكبر مما كان متوقعًا)، وتعين أعضاءها من قِبل المجلس في 23 يناير.
انتخابات 1994في الفترة الممتدة بين 9 و12 يونيو 1994، أجريت الانتخابات الأوروبية الرابعة وأسفرت عن فوز الاشتراكيين. خلال جلسته الأولى، بين 19 و26 يوليو، انتخب البرلمان كلاوس هانش رئيسًا له ووافق على تعيين جاك سانتر رئيسًا للمفوضية. حظي أعضاء مفوضيته بالموافقة في 18 يناير 1995 وتولوا مهامهم في 23 يناير. وفي 19 يوليو 1997، انتُخب خوسيه ماريا جيل روبلز رئيسًا للبرلمان.
حرية الحركة�في 1 يناير 1994، دخلت اتفاقية المنطقة الاقتصادية الأوروبية حيز التنفيذ، مما سمح لعضوي رابطة التجارة الحرة الأوروبية، النرويج وأيسلندا، بدخول السوق الأوروبية الموحدة (التي أُنشأت في العام السابق) دون الانضمام إلى الاتحاد، مقابل مساهمات مالية ومراعاة قانون الاتحاد الأوروبي ذي الصلة. رفضت سويسرا العضوية وانضمت ليختنشتاين في العام التالي بتاريخ 1 مايو. وفي 23 فبراير 1995، أصدرت محكمة العدل الأوروبية «حكم بورديسا»: يجوز للمواطنين تصدير الأوراق النقدية دون تصريح مسبق (حرية حركة رأس المال). وفي وقت لاحق من ذلك العام، في 15 ديسمبر، أصدرت حكم بوسمان، الذي يقضي بأن التشديد على عدد اللاعبين الأجانب (في الاتحاد الأوروبي) في فرق كرة القدم أمر غير قانوني (حرية انتقال الأشخاص).
دخلت اتفاقية شنغن (الموقعة عام 1985) حيز التنفيذ في 26 مارس 1995 بين بلجيكا وفرنسا وألمانيا ولوكسمبورغ وهولندا والبرتغال وإسبانيا. ووقعت النمسا في 28 أبريل، تلتها الدنمارك وفنلندا والسويد، إلى جانب النرويج وأيسلندا من خارج الاتحاد الأوروبي، في 19 ديسمبر 1996. ودخل الاتحاد الجمركي بين الاتحاد الأوروبي وتركيا حيز التنفيذ في 1 يناير 1996.
معاهدة أمستردام افتتح المؤتمر الحكومي الدولي الذي نتج عنه معاهدة أمستردام في 29 مارس 1996 في تورينو. وفي 22 يوليو 1997، اجتمع زعماء الاتحاد الأوروبي الغربي واعتمدوا بيانًا لإضافته إلى المعاهدة، يحدد دوره مع الاتحاد الأوروبي وحلف شمال الأطلسي. أُبرمت المعاهدة من قِبل وزراء الخارجية في 2 أكتوبر. ودخلت المعاهدة حيز التنفيذ في 1 مايو 1999.
سعت المعاهدة إلى إنشاء «منطقة الحرية والعدالة والأمن» بالإضافة إلى تعزيز السياسة الخارجية والأمنية المشتركة. وأُجريت بموجبه إصلاحات مؤسسية جعلت الاتحاد أكثر ديمقراطية وتكيفًا مع التوسع.
أدرجت أمستردام أيضًا نتائج مجلس إدنبره الأوروبي لعام 1992، والتي حددت الترتيبات الحالية فيما يتعلق بمقر المؤسسات؛ وبالتالي، سيكون مقر البرلمان في ستراسبورغ، حيث يجب أن تُعقد «12 دورة من الجلسات العامة الشهرية، بما في ذلك جلسة الميزانية». ومع ذلك، قد تُعقد جلسات إضافية في بروكسل، حيث يجب أن تجتمع اللجان أيضًا، في حين تبقى الأمانة في لوكسمبورغ. وسيكون مقر المفوضية والمجلس في بروكسل، ولكن بعض اجتماعات المجلس وبعض إدارات المفوضية ستكون في لوكسمبورغ التي ستستضيف أيضًا الهيئات القضائية والمالية للاتحاد الأوروبي. ومع ذلك، سيكون البنك المركزي في فرانكفورت واليوروبول في لاهاي.
السياسة الخارجية خلال تسعينيات القرن العشرين، حظيت عملية تطوير السياسة الخارجية والأمنية المشتركة للاتحاد الأوروبي بدفعة قوية بسبب الصراعات في البلقان. فشل الاتحاد الأوروبي في الرد إبان بدايات الصراع، وفشلت قوات حفظ السلام التابعة للأمم المتحدة من هولندا في منع مذبحة سربرينيتشا (يوليو 1995) في البوسنة والهرسك، أكبر جريمة قتل جماعي في أوروبا منذ الحرب العالمية الثانية. فاضطرت منظمة حلف شمال الأطلسي (الناتو) أخيرًا إلى التدخل في الحرب، وإجبار المقاتلين على الجلوس إلى طاولة المفاوضات. وفي 14 ديسمبر 1995، أُبرمت اتفاقية دايتون في باريس، وأنهت الصراع في كرواتيا والبوسنة والهرسك.
وفي 24 مارس 1999، أدى الوضع في كوسوفو إلى إصدار بلاغ من السياسة الخارجية والأمنية المشتركة للاتحاد الأوروبي بشأن كوسوفو وأسفر عن تدخل الناتو في كوسوفو وصربيا. ورغم أن انخراط الاتحاد الأوروبي في صراع كوسوفو كان أكبر من انخراطه في الصراع البوسني، فإن فشل الاتحاد الأوروبي في منع الصراعات في يوغوسلافيا السابقة، أو إنهاء هذه الصراعات بسرعة، كان سببًا في تزايد الرغبة بشأن تعزيز فعالية الاتحاد الأوروبي في الشؤون الخارجية.
أدت تجربة السياسة الخارجية المبكرة للاتحاد الأوروبي إلى التأكيد عليها في معاهدة أمستردام، التي دخلت حيز التنفيذ في 1 مايو 1999. أنشأت المعاهدة منصب الممثل السامي، وسُمي خافيير سولانا لشغل هذا المنصب الذي اعتبره البعض أيضًا أول وزير خارجية لأوروبا. أدى ذلك أيضًا إلى إصدار زعماء اتحاد أوروبا الغربية في 1997 بيانًا بشأن دور تلك المنظمة مع الاتحاد الأوروبي وحلف شمال الأطلسي. وفي المقابل، عززت معاهدة نيس دور الممثل السامي والتعاون في السياسة الخارجية.